# Ferrocarril Transmanchuriano

Mapa de la ruta principal del Transmanchuriano. Después de 1905 el ramal sur pasó a ser el Ferrocarril del Sur de Manchuria.

El Transmanchuriano o Ferrocarril Chino del Este (Chino: trad. 東清鐵路, simp. 东清铁路, Dōngqīng Tiělù; en ruso: Китайско-Восточная железная дорога, trans. Kitaysko-Vostóchnaya Zheléznaya Doroga o KVZhD) es una histórica línea férrea que atraviesa la región china de Manchuria. A su vez es también un ramal del ferrocarril Transiberiano que conecta con la línea Harbin-Manzhouli. La línea fue construida por la Rusia imperial por una concesión del Imperio Chino, y conectaba el puerto de Vladivostok con la ciudad interior de Chitá, en el Extremo Oriente ruso. La rama sur del Transmanchuriano, luego transformada en el Ferrocarril del Sur de Manchuria, se convirtió en una fuente de conflictos y casus belli que provocaron la Guerra ruso-japonesa, el Conflicto sino-soviético de 1929, y el Incidente de Mukden que desembocaría en la Invasión japonesa de Manchuria.

## Historia
El ferrocarril Transmanchuriano, línea de vía única, proporciona un atajo directo para el ferrocarril más largo del mundo, el ferrocarril Transiberiano, desde cerca de la ciudad siberiana de Chitá, a través del norte de Manchuria, cruzando Harbin, hasta el puerto ruso de Vladivostok. Esta ruta reduce drásticamente la distancia de viaje comparada con la ruta principal del norte propuesta en un principio para alcanzar Vladivostok, que se encontraba completamente en territorio ruso, pero que no se completó hasta una década después del «atajo» manchuriano.
En 1896, China autorizó una concesión de construcción a través del norte de Manchuria Interior bajo la supervisión del viceministro de Obras Públicas Xu Jingcheng. El trabajo en el Transmanchuriano comenzó en julio de 1897 en la sección Tarskaya (al este de Chita)-Hailar-Harbin-Nikolsk-Ussuriski, y se aceleró drásticamente después de que Rusia concluyese un contrato de arrendamiento de veinticinco años de Liaodong con China en 1898. Oficialmente, el tráfico en la línea comenzó en noviembre de 1901, pero el tráfico regular de pasajeros de San Petersburgo a Vladivostok a través del ferrocarril Transiberiano no comenzó hasta julio de 1903.
En 1898, la construcción de un ramal de 880 kilómetros —la mayoría de los cuales más tarde formaron el Ferrocarril del Sur de Manchuria— empezó en Harbin, en dirección sur, a través de la Manchuria oriental, a lo largo luego de la península de Liaodong, hasta la localidad portuaria de Lüshun, que Rusia estaba fortaleciendo y desarrollando como base naval estratégica de primera categoría y preparando como punto de abastecimiento de carbón para la Flota del Lejano Oriente y de la marina mercante. 

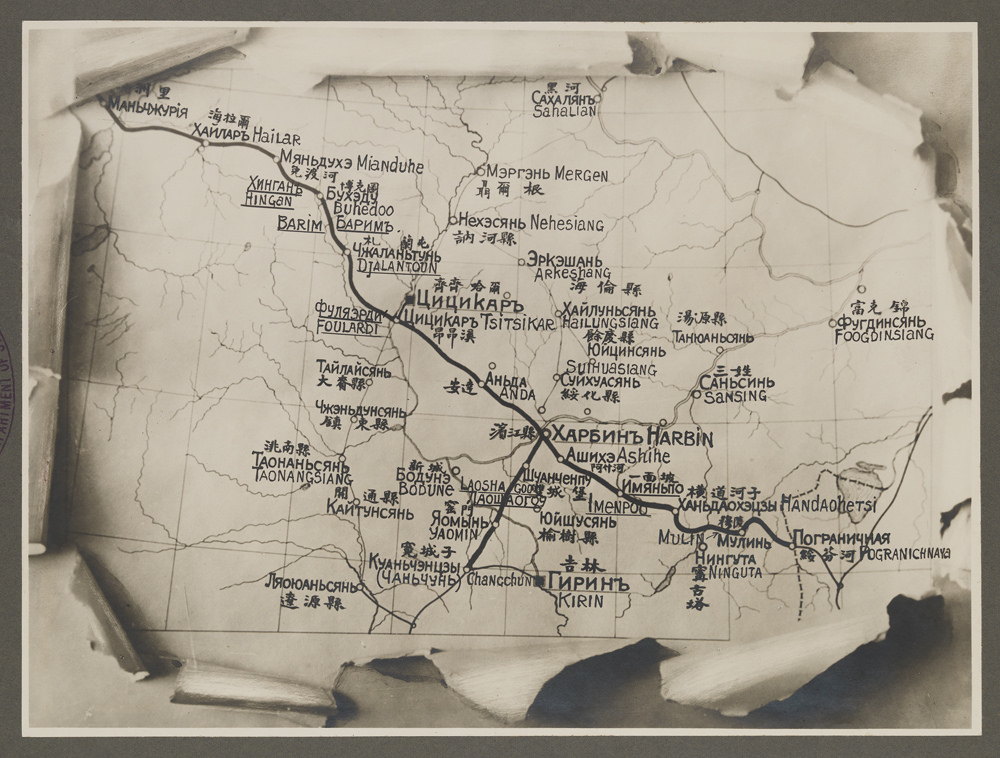
Mapa del ferrocarril desde Manchuria a Pogranichnaya. 1903-1919

El ferrocarril se concluyó esencialmente en 1903, poco antes de que se inaugurase otro hito de la industria ferroviaria, el ferrocarril Circumbaikal, que bordea el lago Baikal. Hasta que se completó la parte de Circumbaikal (1904-1905; doble vía en 1914), los bienes transportados por el ferrocarril transiberiano tuvo que ser transbordados en ferry casi un centenar de kilómetros a través del lago (desde Port Baikal a Mysovaya). El Transmanchuriano llegó a ser importante en las relaciones internacionales. Después de la primera guerra sino-japonesa de 1894-1895, Rusia obtuvo el derecho de construir el ferrocarril del este de China en Manchuria. Destacó en la región un gran ejército con el que ocupó el norte de Manchuria, lo que preocupó a los japoneses. Rusia presionó a China para que le concediese un «monopolio de derechos» en Manchuria, que reaccionó forjando una alianza con Japón y los Estados Unidos contra ella.
Durante la guerra ruso-japonesa, Rusia perdió tanto la península de Liaodong como gran parte de la rama del sur de Manchuria, que pasaron a poder de Japón. La línea de ferrocarril de Changchun a Lüshun —transferido al control japonés— se convirtió en el Ferrocarril del Sur de Manchuria. Durante la guerra civil rusa (1917-1924) la parte rusa del ferrocarril Transmanchuriano quedó bajo la administración del Ejército Blanco. Después de 1924, la Unión Soviética y China administran conjuntamente el norte del ferrocarril Transmanchuriano, mientras que Japón mantuvo el control de la línea de derivación sur. El conflicto chino-soviético de 1929 se libró durante la administración del norte del ferrocarril Transmanchuriano. Tras la ocupación japonesa de Manchuria la diplomacia soviética adoptó una actitud conciliadora hacia Japón —debido a la debilidad militar del Ejército soviético en la región— y llegó a ofrecer al gobierno nipón la venta de su parte del ferrocarril transmanchuriano. Finalmente, el 23 de marzo de 1935 se firmó en Tokio la venta de los derechos soviéticos sobre el Ferrocarril Chino del Este por ciento cuarenta millones de yenes. Para Japón la compra fue doblemente exitosa, porque Moscú no había consultado a China sobre la venta de sus derechos del ferrocarril —lo que suponía reconocer facto el control japonés de Manchukuo—.
En agosto de 1945 el Transmanchuriano volvió a estar bajo control conjunto sovético-chino, después de que la Unión Soviética expulsara a los japoneses y pasase a ocupar Manchuria. Revirtiendo las pérdidas de Rusia en 1904-1905, después de la Segunda Guerra Mundial el gobierno soviético insistió en ocupar la península de Liaodong, pero permitió el control conjunto de la rama Sur con China; todo esto en conjunto recibió el nombre de «ferrocarril chino de Changchun» (en ruso: Кита́йская Чанчу́ньская желе́зная доро́га). En 1952, la Unión Soviética transfirió (gratis) todos sus derechos sobre el ferrocarril chino de Changchun a la República Popular de China.

## Características
El Transmanchuriano sigue el recorrido del Transiberiano hasta Chitá y luego sigue el siguiente recorrido hasta China:
- Separación del Transiberiano en Társkaya (6312 km de Moscú)
- Zabaikalsk (6661 km de Moscú), asentamiento fronterizo ruso
- Manzhouli (a 2323 km de Pekín), asentamiento fronterizo chino
- Harbin (7573 km de Moscú)
- Changchun (7820 km de Moscú)
- Pekín (8961 km de Moscú)

No hay servicio directo de pasajeros cubriendo el trayecto original del Transmanchuriano, desde Moscú o cualquier punto en Rusia hasta Vladivostok vía Harbin debido a las barreras técnicas –por el cambio de ancho– y administrativas, al cruzar el recorrido directo dos puestos fronterizos chinos (uno de entrada y otro de salida). Sin embargo, sería posible hacer el trayecto original realizando dos cambios de ancho y disponiendo del visado chino.
Este itinerario pasaría por las siguientes poblaciones:
- Harbin (7573 km de Moscú)
- Mudanjiang (7928 km)
- Suifenhé (8121 km), puesto fronterizo chino
- Grodékovo (8147 km), puesto fronterizo ruso
- Ussuriysk (8244 km)
- Vladivostok (8356 km)